# Desa Tunggulrejo (administrativ by i Indonesien, Jawa Tengah, lat -7,80, long 109,92)
Desa Tunggulrejo är en administrativ by i Indonesien.   Den ligger i provinsen Jawa Tengah, i den västra delen av landet, 400 km sydost om huvudstaden Jakarta.